# オーベルンフェルト
オーベルンフェルト (ドイツ語: Obernfeld) は、ドイツ連邦共和国ニーダーザクセン州ゲッティンゲン郡に属す町村（以下、本項では便宜上「町」と記述する）で、ギーボルデハウゼンを本部所在地とするザムトゲマインデ・ギーボルデハウゼンを構成する町村の一つである。

## 地理

### 位置
オーベルンフェルトはウンターアイヒスフェルト地方に位置する。

## 歴史
オーベルンフェルト集落の成立は800年頃である。当時この村は塊村の形態で発展した。しかし、最も古い文献上の記録は1184年の、クヴェードリンブルク女子修道院長アグネス2世が、売却されたり担保として失われていた所領を買い戻した際のものである。おそらくオーベルンフェルトは、947年にオットー1世 (神聖ローマ皇帝)がクヴェードリンブルク女子修道院長に寄贈した村落の一つであったと推測されている。約3世紀後の1236年にこの修道院はこれらの所領をテューリンゲン方伯ハインリヒ・ラスペにレーエンとして授け、1247年に彼が亡くなった後はブラウンシュヴァイク公に授けた。1320年にオーベルンフェルトに重罪を除く裁判を行う下級裁判所が設けられた。オーベルンフェルトは1342年にブラウンシュヴァイク侯領からマインツ選帝侯領に移され、1364年にアムト・ギーボルデハウゼンに編入された。この編入によってオーベルフェルトはこのアムトの4つの裁判所所在地の1つとなり、1年に3回重罪裁判が行われることとなった。
16世紀の中頃に住民の大部分がプロテスタントとなったが、17世紀の初めにはカトリックの信仰に戻った。この改宗の要因は、イエズス会士による強引な対抗宗教改革であった。三十年戦争では、1626年にブラウンシュヴァイク公クリスティアンが、オーベルンフェルトを含むウンターアイヒスフェルトの村々を占領した。15世紀から17世紀にかけては、たびたびペストが流行し、さらに大きな被害を受けた。七年戦争中は、焼き討ちには遭わなかったものの、他の村落と同様にチフスとの戦いに悩まされた。
19世紀の始まりとともにオーベルンフェルトの統治者は交替した。1802年から1706年まではプロイセン王国、1807年から1813年まではヴェストファーレン王国、1816年からはハノーファー王国といった具合である。1866年に最終的に再びプロイセン領となり、この支配は20世紀中頃まで続いた。オーベルンフェルトは1973年からザムトゲマインデ・ギーボルデハウゼンに属し、1973年にゲッティンゲン郡に編入された。

## 行政

### 議会
オーベルンフェルトの議会は兼任の町長を含め11人の議員からなる。

### 首長
名誉職の町長は2011年からカール＝ベルント・ヴュステフェルト (CDU) が務めている。

### 紋章
図柄: 青地で、基部は赤地。主部には赤い舌と赤い爪で威嚇し、右の前脚を挙げた金の獅子。基部には4つの先端を尖らせた十字花飾り。

## 文化と見所

### オーベルンフェルト郷土博物館
オーベルンフェルト郷土博物館の歴史は1937年に遡る。当時の村の学校の校長フランツ・クルト（1902年 - 1995年）の古い農業用具や内職道具のコレクションから始まった。この頃、すでにかなりの量に達していたこのコレクションは初めオーベルンフェルトの学校の地下室に収められ、学童や興味を持った訪問客に開放されていた。1984年にこのコレクションは新しい場所に移され、当時2つの町村の住民には自由に観覧できるようになった。同時に個々の品についての学問的議論が始まり、展示コンセプトが策定され、これにしたがってコレクションは広く一般に公開された。やがて展示品をすべて並べることができなくなり、新しい建物の建設が発表され、1990年から91年にかけて建設がなされた。この建物では、あたらし展示場に大きな農機具を置くことができ、すべての展示コンセプトが統合された。現在約 500 m2 の展示スペースを使って民俗学コレクションが来訪者に公開されており、この村の生活や農作業に関する資料の膨大なコレクションを見ることができる。その中には、蓄え、食物、酪農、住まい、洗濯、衣装といったテーマが設けられている。家畜飼育、耕作、穀物の収穫といった分野の展示がこの博物館の特徴であり、その広範さにおいて南ニーダーザクセン最大の農業用具展示となっている。

### カトリックの聖ブラジウス教区教会
オーベルンフェルトの目印である教区教会は建築様式が不揃いで、過去に何度も改築が行われてきたことを示している。1629年に全長 14 m、全幅 7.5 m で建設された長堂は、1721年に 2 m 高さが嵩上げされ、ヴォールトが設けられた。さらに教会は、1914年建造の翼廊と1448年に建造されたゴシック様式の先代教会の遺構である教会塔からなる。高さ 50 m の塔上部は1662年にやはり増築されたものである。教会の南入口に、ヒルデスハイムの彫刻家ヨハネス・ジュセマンが1738年に創ったキリスト像のコピーが置かれている。バロック時代のリブ・ヴォールトは、ウンターアイヒスフェルト地方で典型的に採られたゴシック様式に改造された1912年から1914年にかけて長堂の拡張が行われ、これにより全長は 16 m、全幅は 13 m となった。この教会のバロック装飾は地元の彫刻家によって完成された。ドゥーダーシュタットのエルンスト・メルテンは1728年から1733年に本祭壇と脇祭壇を製作した。ヤーコプ・シュヴェトハイムは1759年にロココ装飾が豊かな説教壇を製作した。1771年に洗礼盤が、1785年に告解場が創られた。この両者はドゥーダーシュタットのヘルヴィヒ親方によるものである。1914年製のステンドグラスは、それ以前にドゥーダーシュタットの聖キリアクス教会を手がけたハノーファーのフーベルト・ヘンニングが制作した。

## 経済と社会資本

### 交通
オーベルンフェルトは連邦道 B247号線（ノルトハイム - ドゥーダーシュタット）に面している。

## 引用
1. ↑  Landesamt für Statistik Niedersachsen, LSN-Online Regionaldatenbank, Tabelle A100001G: Fortschreibung des Bevölkerungsstandes, Stand 31. Dezember 2023